# 1999 في البرتغال
فيما يلي قوائم الأحداث التي وقعت خلال عام 1999 في البرتغال.

## سياسة

### تعيين في المنصب
- 25 أكتوبر – أنطونيو كوستا وزير العدل.

### انتهاء فترة المنصب
- 25 أكتوبر – أنطونيو كوستا Minister of Parliamentary Affairs ‏.

## رياضة
- 1 يناير – بطولة إستوريل المفتوحة 1999 - زوجي الرجال
- 1 يناير – بطولة إستوريل المفتوحة 1999 - زوجي السيدات
- 1 يناير – بطولة إستوريل المفتوحة 1999 - فردي الرجال الفائز ألبيرت كوستا.
- 1 يناير – بطولة إستوريل المفتوحة 1999 - فردي السيدات الفائز كاترينا سريبوتنيك.

## مواليد

### يناير
- 7 يناير – ليو رودريغوس لاعب كرة قدم برتغالي.

### فبراير
- 27 فبراير – ميغيل لويس لاعب كرة قدم برتغالي.

### مارس
- 2 مارس – نونو سانتوس
- 18 مارس – ديوغو دالوت لاعب كرة قدم برتغالي.

### مايو
- 11 مايو – لياندرو كاردوسو
- 20 مايو – فيليبي سواريس

### أغسطس
- 19 أغسطس – فلورنتينو لويس لاعب كرة قدم برتغالي.

### نوفمبر
- 10 نوفمبر – جواو فيليكس لاعب كرة قدم برتغالي.

## وفيات

### أكتوبر
- 6 أكتوبر – أماليا رودريجيش (مواليد 1920) مغنية برتغالية.